# Конажице (Подляское воеводство)
Конажице (пол. Konarzyce) — деревня в Ломжинском повете Подляского воеводства Польши. Входит в состав гмины Ломжа. По данным переписи 2011 года, в деревне проживало 984 человека.

## География
Деревня расположена на северо-востоке Польши, на правом берегу реки Ломжичка (приток реки Нарев), на расстоянии приблизительно 5 километров к юго-западу от города Ломжа, административного центра повета. Абсолютная высота — 112 метров над уровнем моря. Через Конажице проходит региональная автодорога 677.

## История
Согласно «Списку населенных мест Ломжинской губернии», в 1906 году в деревне Конаржице проживало 512 человек (263 мужчины и 249 женщин). В конфессиональном отношении большинство население деревни составляли католики (486 человек), остальные — евреи (20 человек) и лютеране (6 человек). В административном отношении деревня входила в состав гмины Куписки Ломжинского уезда.
В период с 1975 по 1998 годы Конажице являлась частью Ломжинского воеводства.